# Castle Sowerby
Castle Sowerby – wieś i civil parish w Anglii, w Kumbrii, w dystrykcie (unitary authority) Westmorland and Furness. W 2011 civil parish liczyła 344 mieszkańców.